# Fundació Miró Mallorca
La Fundació Pilar i Joan Miró a Mallorca és una fundació cultural amb seu a Palma, i fou creada per desig del pintor català Joan Miró (1893-1983) i de la seva esposa Pilar, amb l'objectiu de dotar la ciutat d'un centre cultural i artístic. Els seus fons inclouen una important col·lecció de prop de 6.000 obres de l'artista, incloent pintures, escultures, dibuixos, esbossos, i altres documents.
El complex està situat al costat de Son Abrines, que va ser la residència privada de Miró des de 1956, i inclou un primer taller, Son Boter, adaptat a una casa tradicional, i el segon taller, més ampli, construït d'arrel per l'arquitecte Josep Lluís Sert, amic personal del pintor. Al voltant, pels jardins s'aprecien diverses escultures i murals. El 1992 es va afegir el nou Edifici Moneo, obra de Rafael Moneo, per abrigar els serveis administratius i presentar de forma rotativa les obres del llegat. La fundació també organitza exposicions temporals d'avantguarda.
Des de 2016 el seu director és Francisco Copado.

## Història
Miró, al llarg de la seva vida, va tenir diversos vincles amb Mallorca. Net de mallorquins, es va casar amb la mallorquina Pilar Juncosa el 1929. Entre 1940 i 1943, durant la segona guerra mundial, es refugiaren a l'illa. El 1955 van decidir establir-se de manera definitiva. És famosa la frase, a Mallorca, soc "el marit de la Pilar".
El matrimoni va comprar uns terrenys als afores de Palma (avui integrats ja al teixit urbà). Miró li va demanar al seu amic Josep Lluís Sert que li construís un taller estudi per poder treballar-hi. Més endavant també compraria la finca propera de Son Boter. El matrimoni viuria a la finca de Son Abrines, actualment (2018) tancada al públic i d'ús privat.
El 1981 Miró arribaria a un acord amb l'Ajuntament de Palma per cedir part de la seva obra i crear una Fundació a l'illa. L'acord no es faria públic, però, fins aproximadament el 1992, any en què es va crear formalment l'entitat.
Per a celebrar el 25è aniversari, el 2017 van organitzar l'exposició "Miró mai vist", que tindria 32.000 visitants durant els sis mesos que va romandre oberta. La Fundació també va aprofitar l'efemèride per a crear un nou logo i una nova marca corporativa, Fundació Miró Mallorca. El 2017 van tenir 57.640 visitants, un 85% dels quals internacionals.

## Edificis

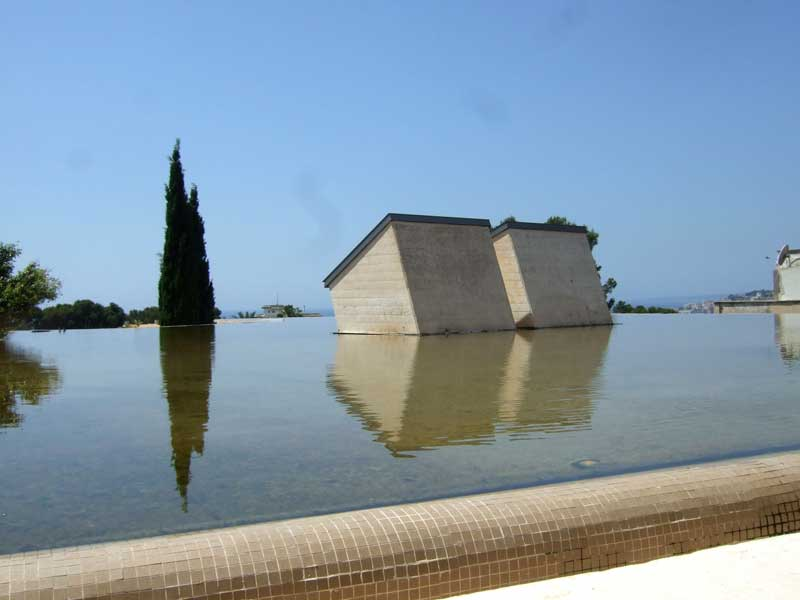
Sostre de la Fundació de Palma

La Fundació es divideix en tres espais principals:
- Edifici Moneo: Dissenyat per Rafael Moneo un cop mort ja l'artista, amb l'objectiu d'acollir l'espai expositiu de la Fundació.
- Taller Sert: Edifici que Joan Miró va encarregar a Josep Lluís Sert.
- Son Boter: Casa típicament mallorquina del segle xviii adquirida per Miró el 1959 amb l'objectiu de treballar-hi les obres més voluminoses.[1]

## Col·lecció
La col·lecció de la Fundació té el seu origen en una donació de l'artista, feta el 7 de març de 1981, qui va donar tant els edificis com un seguit d'obes de pintura, dibuix, escultura i obra gràfica i un important fons documental. La firma de la donació tenia per objectiu la donació d'uns terrenys de 4000 m² formats per la finca de Son Abrines, on realitzà destacades litografies i gravats, i el taller gràfic de Son Boter per convertir-los en un centre d'activitats culturals després de la seva mort.
La col·lecció està formada per 118 pintures sobre tela, 275 obres de tècnica mixta, 1512 dibuixos i 35 escultures. També hi ha més de 700 peces d'obra gràfica. Es tracta d'obres realitzades entre 1908 i 1981, tot i que el gran gruix d'obres pertany a l'època dels anys 60 del segle xx i posteriors. Aquesta donació a l'Ajuntament de Palma no es faria pública fins al 1992.
La col·lecció del museu també té obres d'altres artistes afins o amics de Joan Miró, conservant obres d'artistes com Arroyo, Canogar, Chagall, Chillida, Guerrero, Guinovart, Gordillo, Hernández Pijuan, Rueda, Millares, Mompó, Muñoz, Ràfols Casamada, Saura, Sempere, Tàpies i Wolf Vostell, entre d'altres.

### Fons documental
La Fundació disposa d'un arxiu documental on hi ha correspondència de Joan Miró, una hemeroteca, fotografies, així com llibres procedents de la biblioteca personal del pintor, entre d'altres. Hi ha unes 800 cartes, 5.000 documents a l'hemeroteca i alguns dels llibres de la biblioteca personal de Miró.

## Serveis
La fundació disposa d'una biblioteca especialitzada en art contemporani i, sobretot en la figura i en temes relacionats amb Joan Miró. Està constituïda per més de 17.000 documents, en un creixement constant.

## Patronat[5]
- Batlle President: Jaime Martínez Llabrés
- President: Javier Bonet Díaz
- Director: Antònia Maria Perelló Ferrer